# Markéta Monsportová
Markéta Monsportová (* 24. června 1972 Ostrov) je česká politička a kulturní aktivistka, v letech 2018 až 2024 zastupitelka Karlovarského kraje, členka Pirátů.
Působila jako manažerka hudebního uskupení Zvíře jménem podzim.

## Politické působení
Od roku 2018 je členkou České pirátské strany. V letech 2018–2024 byla zastupitelkou Karlovarského kraje, s působností v komisi kultury a památkové péče. V roce 2013 spoluzakládala mariánskolázeňský spolek Švihák, který stál mj. u vzniku festivalu experimentálního filmu Marienbad Film Festival.
V krajských volbách v roce 2020 obhájila za Piráty post zastupitelky Karlovarského kraje. V prosinci 2020 se navíc stala v rámci nově vyjednané krajské koalice uvolněnou zastupitelkou pro oblast lázeňství a cestovního ruchu, gesčně spolupracuje s radním pro lázeňství a cestovní ruch.
Ve volbách do senátu PČR v roce 2020 kandidovala za Piráty v obvodu č. 3 – Cheb. Se ziskem 13,85 % hlasů skončila na 4. místě a do druhého kola nepostoupila.
V září 2023 byla zvolena lídryní kandidátní listiny Pirátů v krajských volbách v roce 2024. Mandát krajské zastupitelky se jí však nepodařilo obhájit, neboť Piráti v krajském zastupitelstvu nezískali žádný mandát.